# Cristin Milioti
Cristin Milioti (ur. 16 sierpnia 1985 w Cherry Hill) – amerykańska aktorka filmowa, telewizyjna i teatralna pochodzenia włoskiego, znana m.in. z roli Tracy w serialu Jak poznałem waszą matkę i z ról teatralnych na Broadwayu m.in. Dziewczyny w Once.
W 2012 zdobyła nominację do nagrody Tony dla najlepszej aktorki w musicalu za rolę w Once.
13 maja 2013 pojawiła się w roli tytułowej matki w serialu Jak poznałem waszą matkę.

## Filmografia

### Filmy
- 2007: Greetings from the Shore jako Didi
- 2009: Year of the Carnivore jako Sammy Smalls
- 2012: Sleepwalk With Me jako Janet Pandamiglio
- 2012: I Am Ben jako dziennikarz
- 2012: The Brass Teapot jako Brandi
- 2013: Bert and Arnie's Guide to Friendship jako Faye
- 2013: Wilk z Wall Street jako Teresa Petrillo
- 2014: The Occupants jako Lucy
- 2015: To musisz być ty jako Sonia
- 2017: Breakable You jako Maud Weller
- 2020: Palm Springs jako Sarah
- 2020: Death to 2020 jako Kathy Flowers (telewizyjny)
- 2021: Death to 2021 jako Kathy Flowers (telewizyjny)

### Seriale telewizyjne
- 2006: 1300 gramów jako Megan Rafferty (1 odcinek)
- 2006–2007: Rodzina Soprano jako Catherine Sacramoni (3 odcinki)
- 2009: Komisariat drugi jako Szkicujący artysta (gościnnie)
- 2010: Żona idealna jako Onya Eggertson (gościnnie)
- 2011: Rockefeller Plaza 30 jako Abby Flynn (gościnnie)
- 2011: Siostra Jackie jako Monica (gościnnie)
- 2013–2014: Jak poznałem waszą matkę jako „Matka” / Tracy McConnell
- 2014–2015: A to Z jako Zelda Vasco
- 2015: Fargo jako Betsy Solverson
- 2015–2016: Świat według Mindy jako Whitney (5 odcinków)
- 2017: Czarne lustro jako Nanette Cole (sezon 4 odcinek 1: USS Callister, 2017)
- 2018: No Activity jako Frankie (gościnnie, sezon 2 odcinek 1: Big Boy Has the Flu, 2018)
- 2019: Modern Love jako Maggie
- 2020: Mythic Quest: Raven's Banquet jako Beans (gościnnie, sezon 1 odcinek 5: A Dark Quiet Death, 2020)
- 2021–2022: Made for Love jako Hazel Green
- 2022: The Resort jako Emma Reed
- 2024: Pingwin jako Sophia Falcone